# Khadi Fall
Cet article concerne une femme politique et écrivaine sénégalaise. Pour la taekwondoïste sénégalaise, voir Khady Fall.
Pour les articles homonymes, voir Fall.
 (mai 2019).
Khadi (Khadidjatou) Fall, née le 13 décembre 1948 à Dakar, est une femme de lettres sénégalaise, auteure de deux romans remarqués, également universitaire germaniste et femme politique, ancienne ministre du gouvernement.

## Biographie
Khadi Fall est née en 1948 à Dakar, dans une grande famille musulmane – elle a dix frères et sœurs – où tout le monde s'exprime en wolof. Son père est intendant de l'École normale supérieure. L'exemple de sa mère, au foyer, l'encourage à acquérir dès que possible une indépendance financière. 
Après avoir fréquenté le lycée John F. Kennedy, puis le lycée Van Vollenhoven à Dakar, elle poursuit ses études en France, à l'université de Toulouse, puis à l'université de Strasbourg (thèse de 3e cycle), et effectue plusieurs séjours prolongés en Allemagne dans le cadre de ses travaux de recherche. 
Elle est ministre de la Décentralisation et de l’Aménagement du territoire dans le gouvernement de la coalition Sopi formé le 3 avril 2000 par Moustapha Niasse, au moment de l'alternance politique qui a porté Abdoulaye Wade à la présidence en 2000. Elle conserve ce poste jusqu'à la nomination de Mame Madior Boye comme Première ministre le 4 mars 2001.
Après avoir également enseigné l'allemand dans un collège, Khadi Fall est professeur de germanistique à la faculté des lettres de l'université Cheikh-Anta-Diop de Dakar en 2003.
Au cours d'une interview donnée au début des années 1990, elle cite parmi les auteurs qui ont compté pour elle : Fanny Deschamps, Marguerite Duras, Umberto Eco, Günter Grass, Françoise Sagan et surtout Siegfried Lenz.
Khadi Fall est mère de quatre enfants.

## Œuvres
- Mademba, Paris, L'Harmattan, 1989, 173 p.  (ISBN 2-7384-0455-3)
- Senteurs d'hivernage, Paris, L'Harmattan, 1993, 186 p.  (ISBN 2-7384-1239-4)
- (de) Ousmane Sembènes Roman "Les bouts de bois de Dieu" : ungeschriebener Wolof-Text, französische Fassung, deutsche Übersetzung : eine Untersuchung zu Problemen einer literarischen Kommunikation zwischen Schwarz-Afrika und dem deutschen Sprachraum, IKO/Verl.g für Interkulturelle Kommunikation, Francfort, 1996, 231 p.  (ISBN 3-88939-435-3)
- Éducation, culture, émergence : sélection d'articles et de conférences : français et wolof, Presses universitaires de Dakar, Dakar, 2008 (2e éd.), 191 p.  (ISBN 978-2-913184-43-5)